# Lanius mackinnoni
Lanius mackinnoni là một loài chim trong họ Laniidae.